# كاراس سفرين
كاراس سفرين كان نادي كرة يد تأسس في سنة 2004. تبلغ سعة ملعبه 1669 متفرجا. تم حل النادي في سنة 2014. كان وصيف الدوري في 2009 و2010.